# Antonopil, Kalînivka
Antonopil (în ucraineană Антонопіль) este un sat în comuna Uladivske din raionul Kalînivka, regiunea Vinnița, Ucraina.

## Demografie
Componența lingvistică a localității Antonopil
     Ucraineană (99,13%)
     Alte limbi (0,87%)
Conform recensământului din 2001, majoritatea populației localității Antonopil era vorbitoare de ucraineană (99,13%), existând în minoritate și vorbitori de alte limbi.